# Васильченко Юрій Миколайович

## Життєпис
Васильченко Юрій Миколайович. Народився 26 січня 1984 р. у м. Інгулець Дніпропетровської області (нині — Інгулецький район, м. Кривий Ріг). Очолював Державну архітектурно-будівельну інспекцію України. Після цього був призначений головою Державної інспекції містобудування України

## Освіта
2001 року закінчив Київський природничо-науковий ліцей № 145.
З 2001 по 2006 рр. навчався в Київському національному університеті імені Тараса Шевченка, де здобув вищу освіту: дипломи бакалавра («Механіка»;) та спеціаліста («Механіка»; механік, математик-прикладник).
Закінчив військову кафедру при Київському національному університеті імені Тараса Шевченка отримав звання молодшого лейтенанта запасу.
З 2006 по 2010 рр. навчався в Криворізькому технічному університеті, де здобув вищу освіту: дипломи бакалавра («Будівництво») та магістра («Промислове і цивільне будівництво»).
У 2020 р. закінчив з відзнакою Національну академію державного управління при Президентові України за спеціальністю «Публічне управління та адміністрування», отримав диплом магістра.
Починаючи з 30 жовтня 2020 р., навчається в аспірантурі Національної академії державного управління при Президентові України за спеціальністю "Право".

## Трудова Діяльність
Трудову діяльність розпочав у 2003 р. з роботи в НДІ «Укрндіводоканалпроект ». Був на посаді інженера. 
2006—2010 — працював в Державному акціонерному товаристві "Будівельна компанія "Укрбуд"  головним інженером проектів проектного бюро Департаменту проектних робіт та інформатики.
У вересні 2010 р. працював в Міністерстві регіонального розвитку та будівництва України на посаді начальника відділу взаємодії із засобами масової інформації Управління забезпечення діяльності Міністра .
З 2010 до 2013 р. працював в Секретаріат Кабінету Міністрів України. Займав посаду головного спеціаліста Управління політики у сфері будівництва та житлово-комунального господарства, а згодом головного спеціаліста Департаменту фахової експертизи.
З січня 2013 р. по травень 2020 р. працював в Державній архітектурно-будівельній інспекції України. Був начальником Управління методології і контролю планових перевірок та заступником начальника Управління — начальник відділу з питань обстеження та паспортизації Управління ліцензування, обстеження та паспортизації. У березні за результатами конкурсу призначений Головою Державної архітектурно-будівельної інспекції України. 
6 травня 2020 року Кабінет Міністрів України своїм розпорядженням призначив  Юрія Васильченка головою новоствореної Державної інспекції містобудування (ДІМ) України. В своєму інтерв'ю Юрій Васильченко розповів про розподіл міжрегіональних головних управлінь новоствореної інспекції, їх роботу та процес призначення керівників.